# Michael Dease
Michael Patrick Dease (Augusta (Georgia), 5 augustus 1982) is een Amerikaanse jazztrombonist, -componist en producent. Hij speelt ook saxofoon, trompet, bugel, bas en piano.

## Biografie
Michael Dease werd geboren in Augusta, Georgia en ging naar de John S. Davidson Fine Arts Magnet High School, waar hij saxofoon en zang studeerde. Tijdens zijn tijd als middelbare scholier behaalde hij drie jaar op rij all-state roem op het laatste instrument.
Op 17-jarige leeftijd leerde Michael zichzelf trombone spelen en werd al snel uitgenodigd om deel te nemen aan de eerste klas van het Juilliard School jazzstudieprogramma van Wycliffe Gordon. Dease zou op deze school zowel zijn bachelor- als masterdiploma behalen. Tot zijn leraren behoorden Wycliffe Gordon, Steve Turre, Vincent Gardner, John Drew en Joseph Alessi. Terwijl hij bij Juilliard was, won Dease vele prijzen, waaronder de Frank Rosolino Award, J.J. Johnson Award, de Sammy Nestico Jazz Composers Award, ASCAP Young Jazz Composer Award en de Fish Middleton Jazz Competition.
Hij begon zijn carrière in 2002 in de bigband van Illinois Jacquet en trad op als een van de belangrijkste leden van de Dizzy Gillespie AllStar Big Band, de Christian McBride Big Band, de Roy Hargrove Big Band, de Nicholas Payton Big Band, de Jimmy Heath Big band en de Charles Tolliver Big Band. Dease treedt ook op met kleine bands onder leiding van Claudio Roditi, Rodney Whitaker, Wycliffe Gordon en David Sanborn. Naast optredens is Dease ook president en producent bij zijn jazzplatenlabel D Clef Records.
Dease toerde veel door Europa, Azië, Noord-Amerika en Latijns-Amerika. Eerdere engagementen waren onder meer het Nice Jazz Festival, het North Sea Jazz Festival, het Tims Jazz Festival, het Montreal Jazz Festival, het Toronto Jazz Festival, het Monterey Jazz Festival en het Spoleto Music Festival. Hij was gastartiest op het International Trombone Festival van 22-25 juni 2011 bij de Vanderbilt University in Nashville (Tennessee).
Dease's album Grace (2010) kreeg uitstekende recensies van publicaties als Jazz Times, All About Jazz en The Guardian.
Michael Dease werd in april 2013 geïnterviewd door Linus Wyrsch bij The Jazz Hole voor breakthruradio.com in april 2013.

## Als docent
Dease geeft masterclasses en workshops aan universiteiten en conservatoria over de hele wereld, waaronder de Universiteit van Costa Rica, de Osaka University, de Michigan State University, de Augusta State University, het Broward College, het Simpson College, de Scranton University en de Northeastern University.
Momenteel bekleedt Dease de positie van universitair hoofddocent jazztrombone aan het Michigan State University College of Music. Hij bekleedde ook soortgelijke functies bij het Queens College, CUNY en The New School for Jazz and Contemporary Music in New York. Dease speelt exclusief op Yamaha Trombones en bespeelt de YSL-891Z.

## Discografie

### Als leader
- 2005: The Takeover (zelf uitgebracht)
- 2007: Dease Bones (D-Clef)
- 2008: Clarity (BluesBack Records)
- 2010: Grace (Jazz Legacy)
- 2013: Coming Home (D-Clef)
- 2014: Relentless (Posi-Tone Records)
- 2015: Decisions (Posi-Tone Records)
- 2015: Let's Get Real (alleen in Japan)
- 2016: Father Figure (Posi-Tone Records)
- 2017: All These Hands (Posi-Tone Records)
- 2018: Reaching Out (Posi-Tone Records)
- 2018: Bonafide (Posi-Tone Records)
- 2019: Never More Here (Posi-Tone Records)

### Als sideman
Met Christian McBride
- 2012: The Good Feeling (Mack Avenue Records)
- 2017: Bringin' It (Mack Avenue Records)

Met Matthew Garrison 
- 2010: Familiar Places (D-Clef)

Met Claudio Roditi
- 2010: Simpatico (Resonance Records)

Met Sharel Cassity
- 2009: Relentless (Jazz Legacy)

Met Dizzy Gillespie All Star Big Band
- 2009: I'm Beboppin'  Too (Half Note Records)

Met Charles Tolliver
- 2009: Emperor March (Half Note)

Met Alicia Keys
- 2007: As I Am (JR)

Met Illinois Jacquet
- 2006: Swingin' Live With Illinois Jacquet (Jacquet)